# Омар Хаям (місячний кратер)
Кра́тер Ома́р Хая́м (лат. Omar Khayyam) — великий стародавній метеоритний кратер у північні півкулі зворотного боку Місяця. Назву присвоєно на честь перського філософа, математика, астронома і поета Омара Хаяма (1048—1131) й затверджено Міжнародним астрономічним союзом у 1970 році. Кратер утворився у донектарському періоді.

## Опис кратера

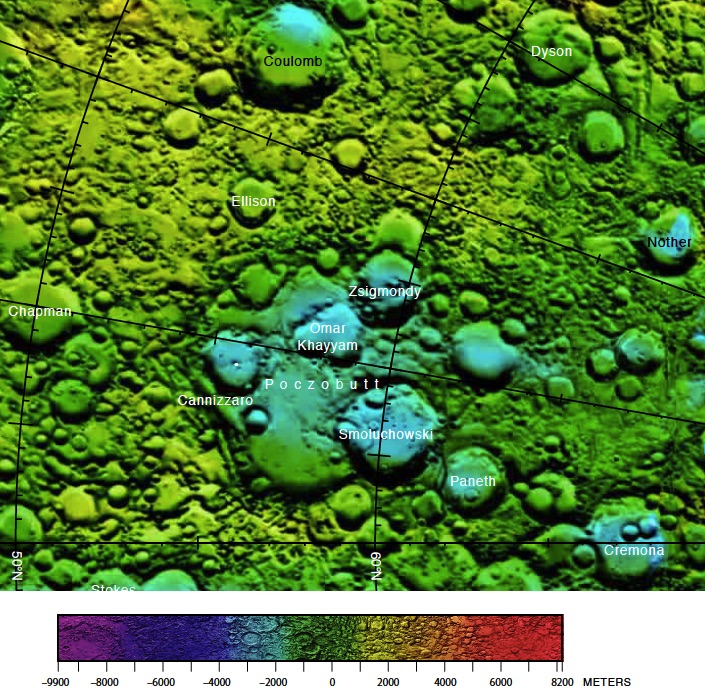
Околиці кратера Омар Хаям. Фрагмент мапи зворотного боку Місяця (північ праворуч)

Кратер Омар Хаям розташований у північно-західній частині чаші кратера Почобут. Іншими найближчими сусідами кратера є кратер Зігмонді, що прилягає до нього на північному заході; кратер Смолюховський на північному сході; кратер Канніцаро на півдні південному сході і кратер Еллісон на південному заході. Селенографічні координати центру кратера 58°13′ пн. ш. 102°13′ зх. д. / 58.21° пн. ш. 102.22° зх. д., діаметр 68,6 км, глибина 2,8 км.
Кратер Омар Хаям утворений двома кратерами, менший з яких перекриває південну частину більшого кратера. Вал більшого північного кратера значно згладжений, південна і східна частини валу меншого кратера чітко окреслена. Дно чаші розділене на дві частини північною частиною валу меншого кратера, при цьому північна частина чаші пересічена, південна — відносно рівна.
Сателітні кратер відсутні.